# 亞維農教廷

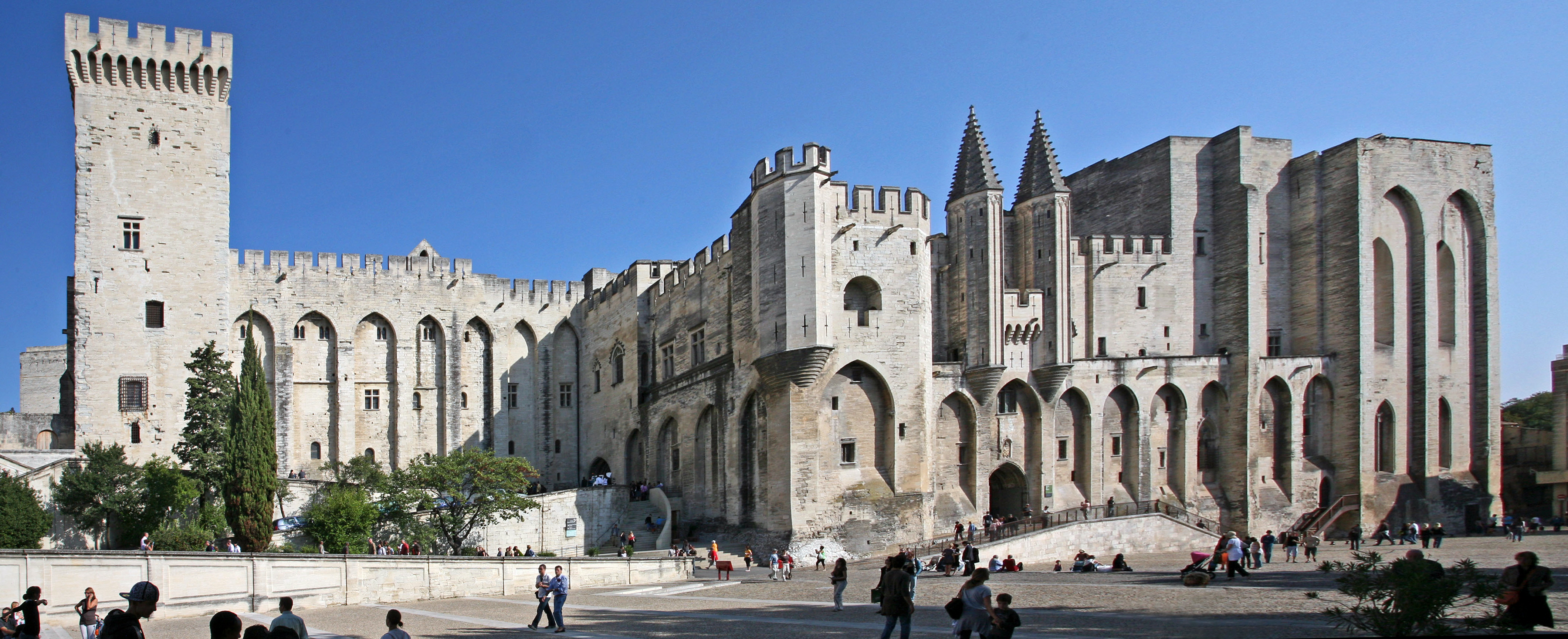
位於亞維農的教宗宮

亞維農教廷時期（拉丁語：Papae Avenionenses；1309年－1378年），又稱亞維農之囚，是指聖座遷移到法國亞維農（當時亞維農是神聖羅馬帝國轄下阿爾勒王國領土）的一段時期，期間七任教宗和大部份樞機均為法國人。它又被稱為巴比倫的被擄期間，引用以色列人於前598年及前587年被巴比倫人征服的典故。這個時期從教宗克勉五世開始，歷時69年，最後由教宗額我略十一世主動遷回羅馬，結束了亞維農教廷時代，但他逝世後一年發生了天主教會的亞維農分裂事件。

## 過程

### 政教衝突
法蘭西王國國王腓力四世一直與教宗博義八世爭奪統治權及教會財產。博義八世於1296年發佈的《Clericis laicos》削去了世俗君主對神職人員的權力，繼而又於1302年發佈了《Unam sanctam》，重申教宗權力在世俗事務和屬靈事務上均高於諸國王權，成為兩者的導火線。1303年，法軍攻入了博義八世的住所，教宗被羈押三日後獲釋，不久激憤而死。1305年，在腓力四世的壓力下，原本為法國律師的波爾多總教區總主教當選為教宗克勉五世，並於1309年3月9日從羅馬梵蒂岡遷到法國亞維儂，在道明會的修道院裏居住，並於1312年解散圣殿骑士团。自此以後，教宗成為法國國王的人質近70年，史稱「亞維儂之囚」。

### 重返羅馬
隨時間推移，基於巨大的輿論壓力，亞維儂的教宗為了正統，不得不應允將聖座遷回羅馬。教宗烏爾巴諾五世於1367年首先作了努力嘗試，可惜最終失敗。1377年1月27日，教宗額我略十一世成功將聖座遷回羅馬，亞維儂教廷時期結束。天主教會將促使額我略十一世把聖座遷回羅馬歸功於道明第三會的成員及重要傳教士聖加大利納，認為是由於聖加大利納的鼓舞因而導致額我略十一世決定遷回原駐地。聖加大利納在大分裂初期也作為教宗烏爾巴諾六世的支持者，並成為其中的調解者。

## 後續發展

### 大分裂
教宗額我略十一世在聖座遷回羅馬後一年就去世了，災難隨之降臨。雖然義大利籍的教宗烏爾巴諾六世在他死後接任教宗，但由法國籍樞機占多數的13名樞機卻自行重選出法國籍的克勉七世在亞維農宣告為教宗，這導致了從1378年到1417年的長期大分裂。最後是藉由選出雙方共識的教宗瑪定五世擔任教宗結束這分裂期。

### 克勉時期
亞維農教廷結束後，法國籍的樞機團先後自行推選出出現兩位對立教宗以對立教宗烏爾巴諾六世，而這兩位稱為克勉時期教宗（Clementine popes）：
1. 克勉七世（1378至1394年在位）（注：這位不是指之後的1523至1534年間擔任教宗的克勉七世）
2. 本篤十三世（1394至1423年間在位，但於1403年離開亞維農）

## 亞維農教宗
亞維農教廷共經歷七任教宗，這七任皆屬法國籍：
1. 克勉五世（1305年至1314年在位）
2. 若望二十二世（1316年至1334年在位）
3. 本篤十二世（1334年至1342年在位）
4. 克勉六世（1342年至1352年在位）
5. 依諾增爵六世（1352年至1362年在位）
6. 烏爾巴諾五世（1362年至1370年在位）
7. 額我略十一世（1370年至1378年在位）